# ソル・ホワイト
ソル・ホワイト（King Solomon "Sol" White、 1868年6月12日 - 1955年8月26日）は、アメリカ合衆国のニグロリーグで活躍していた野球選手。オハイオ州ベルエアー生まれ。選手時代は内野手で、後に監督や球団役員等を務めた。ニグロリーグ草創期のプレイヤーであり、歴史家でもある。

## 来歴・人物
ホワイトは1887年から1910年の間、主要なアフリカ系アメリカ人の野球チームなどで選手としてプレーし、その後数年間監督を務めた経歴が残っている。この中にはマイナーリーグに5年間在籍し、通算の打率が.356だったという記録も含まれている。選手としての経歴のほかに、1887年の「ピッツバーグ・キーストーンズ」の創設や、アフリカ系アメリカ人の初期の野球リーグである"the National Colored Base Ball League"の立上げに関わったり、1902年のフィラデルフィア・ジャイアンツの創設（ホワイト自身もこのチームで1909年に選手兼任監督をしている）のほか、後のいくつかの野球リーグの設立と発展に重要な役割を果たしてきた。
また歴史家としての功績としては、1907年にアメリカにおけるアフリカ系アメリカ人の野球の歴史に関する本（"Sol White's History of Colored Baseball"）の編纂を行ったことが挙げられる。現在このガイドブックは19世紀から20世紀初頭のニグロリーグ草創期を知るための重要な資料となっている。
1955年、ニューヨークにて87歳で亡くなる。2006年にニグロリーグ特別委員会によりアメリカ野球殿堂入り。